# فیات ۵۰۱
فیات ۵۰۱ (Fiat 501) خودرویی است که در سال‌های ۱۹۱۹ تا ۱۹۲۶ تولید شده‌است.
طراحی آن خودروهای موتور جلو-محور عقب بوده وزن آن در حالت طبیعی ۹۰۰ کیلوگرم (۱٬۹۸۴ پوند) است.
موتور آن ۱۴۶۰ سی‌سی سیستم جعبه‌دندهٔ آن ۴ دنده به صورت دستی است.